# فيليكس إل. سباركس
فيليكس إل. سباركس (بالإنجليزية: Felix L. Sparks) هو قاضي ومحامي أمريكي، ولد في 2 أغسطس 1917، وتوفي في 25 سبتمبر 2007 بسبب ذات الرئة.